# Abhyanga
Die Abhyanga (Sanskrit: अभ्यंग oder अभ्यङ्ग, abhyaṅga), in der westlichen Welt auch unter dem Begriff „Die Große (ayurvedische) Einölung“ bekannt, ist eine Form der ayurvedischen Massage. Sie wird zumeist mit erwärmtem Pflanzen-Öl ausgeführt, kann aber auch mit Tees oder anderen Substanzen erfolgen. Die Abhyanga wird zwar auch bei medizinischen Behandlungen eingesetzt, um beispielsweise Kräuterextrakte in den Körper einzubringen, hauptsächlich ist sie jedoch Bestandteil von Dinacarya Adhyaya (Empfehlungen zur täglichen Lebensgestaltung), also von sogenannten Wellness-Anwendungen.
In ihrem Ursprungsland Indien wie auch in Sri Lanka wird sie fast immer als Synchron-Massage angewendet, wobei zwei Masseure die Massage gleichzeitig und in synchronen Bewegungen an einem Menschen durchführen. In europäischen Ländern massiert, vielfach aus Kostengründen, zumeist eine Einzelperson. Allerdings können bei vielen Ayurveda-Therapeuten gegen einen entsprechenden Aufpreis auch Synchron-Abhyangas gebucht werden.

## Eigenheiten der Abhyanga
Die Ölmassage ist, z. B. bei Ayurveda-Kuren, regelmäßig Grundlage der Behandlung. Sie wird in den antiken Schriften sowohl zu Gesunderhaltung wie auch für medizinische Anwendungen eingesetzt. Nach der Lehre des Ayurveda hat die Abhyanga außerordentlich positive Wirkungen und ist bereits im Ashtanga Hridaya erwähnt:

„Die Abhyanga (Ölmassage und Bad) sollte täglich ausgeführt werden. Sie vertreibt Alter, Anspannung und Ansammlungen von Vata. Sie schenkt gute Sehfähigkeit, Ernährung für den Körper, langes Leben, guten Schlaf, gute und gesunde Haut. Sie sollte besonders ausgeführt werden am Kopf, den Ohren und Füßen. Sie sollte vermieden werden von Personen die an Ansammlungen von Kapha leiden, oder die gerade einer Reinigungstherapie unterzogen werden (wie Brechmittel oder Abführmittel) oder die an Verdauungsstörung leiden.“

## Wirkung der Abhyanga
Die Wirkungen der Abhyanga lassen sich in 3 Prinzipien unterteilen:
1. Die allgemeine physikalische Entspannung, Erwärmung und Lockerung des Gewebes von Haut, Muskeln und Sehnen bis zu den Knochen. Durch die Verwendung von mehr und hochwertigerem Öl als bei der klassischen Massage sind zusätzliche Massagegriffe möglich. Diese Komponente entspricht der Klassischen Massage.
2. Die Massage mit erwärmtem Öl hat auch psychische Wirkungen. Die Einhüllung in erwärmtem Öl kann ein starkes Gefühl von Geborgenheit vermitteln, was diese Komponente im Vergleich zu anderen Massagearten steigert. Nach der Lehre des Ayurvedas wird so „unverdautes“ (Ama) auch auf psychischer Ebene „gelöst“.[2]
3. Die medizinische Wirkung durch Aufnahme von Kräuteressenzen im Öl und Wirkungen des ausgewählten Basisöls selbst. Aus dem tropischen bis alpinen Indien sind Kräutermischungen bekannt, die beispielsweise in der Ashtanga Hridaya beschrieben werden.

## Arten der Abhyanga
Mit dem Wort Abhyanga wird allgemein die Einölung des ganzen Körpers bezeichnet.
Es gibt eine ganze Reihe von Unterarten, Teilmassagen, die aber durchaus einem jeweils eigenen Zweck dienen.
- Mukabhyanga (Gesichtsmassage): Für das Gesicht werden eher „kühlende“ Öle verwendet. Die Mukabhyanga soll Problemen im Gefühlsbereich helfen. Sie ist eine traditionelle Behandlung bei Liebeskummer. Die  Mukabhyanga reicht vom Gesicht bis zum Brustbein.[3][2]
- Padabhyanga (Fußmassage): Die Fußmassage wird angewendet zur Kräftigung bei körperlicher Erschöpfung. Die Padabhyanga reicht bis über das Kniegelenk.[4]
- Udarabhyanga (Bauchmassage): Die Bauchmassage spielt sich im Bauchraum über und an den dort vorhandenen Organen ab.
- Kumara Abhyanga (Babymassage): Die Babymassage vermittelt neben den pflegenden Effekten intensiven Körperkontakt mit einem Kleinkind bis zum Alter von einigen Jahren.
- Synchron-Abhyanga (gleichzeitige Massage durch zwei Masseure): Wird auch die Königsdisziplin der Abhyanga genannt. Die gleichzeitige Aufmerksamkeit von zwei Masseuren betont die entspannenden neben den medizinischen Aspekten (bei Verwendung derselben Medizinisierung).

### Andere Massagearten im Ayurveda
Neben der Abhyanga gibt es noch einige weitere Formen der Massage im Ayurveda, unter anderen:
- Garshan: Trockenmassage mit Handschuhen aus Wildseide
- Udgarshana: Trockenmassage mit fein zerriebenen Kräutern
- Upanahasveda: Rückenmassage (mit Lepa-Kräuterauflage und einer Schwitzkur)
- Udvartana: Ölmassage mit Hautpeeling
- Jambira Pinda Sweda: Massage bei der heiße Zitronen-Kokosnuss-Säckchen eingesetzt werden

## Auswahl der Öle
Da der ganze Körper oder große Partien davon eingeölt werden, wird über die Haut sowohl Öl als auch darin enthaltene Stoffe aufgenommen. Die Auswahl der verwendeten Öle erfolgt nach verschiedenen Gesichtspunkten. Häufig werden Öle eingesetzt, in denen Kräuterauszüge enthalten sind. Auch die verschiedenen Basisöle (z. B. Sesamöl, Senföl, Kokosöl, Rizinusöl) werden nach therapeutischen Erwägungen ausgewählt.
Das klassische Massageöl ist Sesamöl (Thaila). Dazu schreibt die Ashtanga Hridaya:

„Das Öl von Sesam hat die Eigenschaft, tief in das Gewebe einzudringen und sich im ganzen Körper schnell zu verbreiten. Es macht Erkrankungen der Haut, ist schlecht für die Augen, ist fähig auch in die kleinsten Poren einzudringen, ist heiß, vermehrt Kapha nicht. Es macht dünne Personen dick und dicke Personen dünn. Es ist verstopfend, tötet Würmer. Richtig zubereitet heilt es alle Erkrankungen.“

„Rizinusöl ist bitter, scharf und süß im Geschmack, laxativ, schwer zu verdauen. Es heilt Vergrößerung der Hoden (hernia), Tumore im Bauch, Krankheiten die durch Vata oder Kapha verursacht werden, Vergrößerung des Bauches, wiederkehrende Fieber, Schmerz und Schwellungen an Abdomen, Genitalien, Bauch und Rücken. Es hat die Fähigkeit tief einzudringen, ist heiß in der Wirkung und schlecht im Geruch.“

Am Ende der Abhyanga kann das restliche Öl durch ein auf den Körper aufgetragenes Pulver (z. B. Kalmuspulver, Kichererbsenmehl) aufgesaugt werden.